# Ramo cadetto
L'espressione "ramo cadetto" è utilizzata in genealogia per descrivere la parentela dei discendenti dei figli minori (cadetti, figli maschi non primogeniti) di un monarca o patriarca.
Nelle dinastie regnanti e nelle famiglie nobili di gran parte d'Europa ed Asia, la maggior parte dei beni - titoli, regni, feudi, proprietà e reddito - sono storicamente passati da un padre al solo figlio primogenito maschio in quella che è nota come primogenitura: i figli maschi più giovani, i cadetti, ereditavano meno ricchezza e potere, che avrebbero poi passato a loro volta alle future generazioni di discendenti.
Nelle famiglie e culture in cui ciò non era l'usanza o la legge, come nella Germania feudale, l'equa distribuzione dei possedimenti di famiglia tra i discendenti era atta a frammentare l'eredità in modo da renderla troppo piccola per sostenere i discendenti a livello socioeconomico del loro antenato.
La primogenitura maschile diventò un modo comune di mantenere la ricchezza della famiglia intatta e ridurre le dispute familiari, a spese dei figli maschi minori e dei loro discendenti.

## Appannaggio
Nei luoghi dell'Europa dove la primogenitura prevalse, i figli maschi cadetti avevano generalmente diritto a ricevere un appannaggio in patrimonio, sempre sostanzialmente minore rispetto all'eredità del figlio maggiore. Spesso, specialmente al di fuori della Germania, i rami più giovani rimanevano subordinati alla linea maggiore come vassalli.
Spesso, tuttavia, uno o più figli minori erano incoraggiati o talvolta obbligati a prendere gli ordini clericali, perdendo di fatto tutti i diritti di eredità (infatti chi si trovava in un ordine religioso non poteva ottenere un'eredità). Un maschio minore poteva anche essere incoraggiato ad intraprendere una carriera in campo militare, come ufficiale oppure come cortigiano o funzionario nella capitale del sovrano.

## Status
In tali casi, la responsabilità di promuovere il prestigio della famiglia ricadeva sul ramo maggiore. Avendo meno mezzi, non ci si aspettava che i cadetti formassero delle famiglie. Se un cadetto sceglieva di avere una famiglia, ci si aspettava che i suoi membri mantenessero lo status sociale della famiglia evitando derogazioni, ma potevano continuare negli sforzi che sarebbero stati considerati degradanti per il ramo maggiore, come ad esempio l'immigrazione verso un altro regno sovrano, o intraprendere una carriera nel commercio, o una professione (come l'avvocatura).
In alcuni casi, i rami cadetti eventualmente ereditavano il trono della linea maggiore, ad esempio i Savoia-Carignano nel Ducato di Savoia e nel Regno di Sardegna; i Conti Palatini di Zweibrücken negli Elettorati del Palatinato e della Baviera. In altri casi, un ramo minore andava ad eclissare molte linee maggiori in rango e potere, per esempio i Re di Prussia e gli Imperatori Germanici che erano minori per primogenitura rispetto ai Conti e Principi di Hohenzollern, e gli Elettori e Re di Sassonia che erano un ramo più giovane del Casato di Wettin rispetto ai Duchi di Sassonia-Weimar.
Per contrasto, era possibile per i rami cadetti scendere di rango, a causa sia di una diminuzione del patrimonio sia della distanza genealogica dal sovrano. Questo fu il caso dei Capetingi, ramo dei principi Courtenay, l'ultimo maschio dei quali morì nel 1730 senza essere stati mai riconosciuti dalla corona francese come princes du sang nonostante la loro indiscussa ma remota discendenza in linea maschile da Luigi VI di Francia. Similmente, la linea dei principi di Ottajano, un ramo esistente della Casata de' Medici, che erano idonei ad ereditare il Granducato di Toscana quando l'ultimo maschio del ramo maggiore morì nel 1737, ma ai quali ciò non fu concesso per intervento delle maggiori potenze d'Europa che assegnarono la sovranità di Firenze altrove. Sebbene i Romanov fossero saliti al trono della Russia nel 1613 per via della parentela per matrimonio con uno zar (Ivan il Terribile), discendente dal sovrano fondatore del IX secolo Rurik, quando nel 1880 lo Zar Alessandro II sposò Caterina Dolgorukova, una principessa Rurikide, il matrimonio e la sua progenie furono considerati morganatici.

## Rami cadetti famosi
- Schleswig-Holstein-Sonderburg-Glücksburg; discendenti da un figlio minore di Re Cristiano III di Danimarca (del Casato degli Oldenburg), che diventarono sovrani di Danimarca, Norvegia e Grecia e di cui Re Carlo III è un membro patrilinearmente
- Borbone; discendenti da un figlio minore di Luigi IX di Francia che, nella persona di Enrico IV ereditò il trono di Francia dal maggiore dei rami Capetingi, i Valois, nel 1589, e da cui nacquero la dinastia dei Borbone di Spagna (incluso i rami Carlisti e legittimisti francesi), i re delle Due Sicilie, ed i sovrani Duchi di Parma, che attualmente regnano sul Granducato di Lussemburgo per via cadetta. Anche da Luigi XIII di Francia discende il ramo cadetto noto come Casato d'Orléans[3], a cui appartiene il re cittadino Luigi Filippo, il pretendente Orleanista al trono di Francia (Henri, comte de Paris, duc de France), così come il Casato di Orleans-Braganza.
- Wellington; Arthur Wellesley, fratello minore di Richard Wellesley, il II Conte di Mornington, cominciò la sua carriera come pupillo di suo fratello maggiore. Entrò nell'ambito militare, una occupazione tradizionale per i figli minori. Dal 1809 al 1814 vinse una serie di molte vittorie significative, e fu premiato con una serie di titoli crescenti; Barone, Visconte Wellington, Conte di Wellington, Marchese di Wellington e, infine, Duca di Wellington. Un discendente del Barone Cowley, figlio minore di Richard Wellesley, diventò Conte di Cowley fra i Pari del Regno Unito, la sua linea minore della famiglia quindi conseguì anche uno status più alto rispetto a quello della Contea di Mornington fra i Pari d'Irlanda.
- Casato di Guisa; Sebbene i Duchi di Lorena esercitarono indipendenza continentale, nominalmente erano vassalli degli Imperatori del Sacro Romano Impero e la loro importanza geo-politica risiedeva meno delle dimensioni del loro regno rispetto alla loro posizione cruciale tra le nazioni concorrenti francesi e tedesche. Un fratello minore del Duca Antonio, Claudio di Lorena, ereditò la signoria di Guisa in Francia e si recò alla corte francese in cerca della sua fortuna. Lì gli fu concesso il titolo di Duca di Guisa come membro dei Pari di Francia, e gli fu accordato il rango di un prince étranger. Come la Riforma protestante minacciò l'unità della Francia, la lealtà cospicua dei discendenti di Claudio alla chiesa cattolica romana, combinata con la loro ambizione malcelata sul trono degli ultimi re Valois, infusero i Guisa di potenza senza eguali nella politica francese. Il loro ruolo nelle guerre parigine e della Francia estesero la loro influenza negli affari europei, fino all'ascesa del Casato di Borbone al trono nel 1593, lontana da quella dei loro cugini maggiori in carica a Nancy.
- Gonzaga; la nobile famiglia che regnò a Mantova contò nella propria dinastia alcuni rami cadetti.
- Angioini; il più importante dei rami cadetti della dinastia capetingia, prendono nome dall'omonima contea, la dinastia regnò sull'Ungheria, sulla Provenza, sulla Lorena, sulla Polonia, sul regno di Albania, sul regno di Sicilia e dopo la rivoluzione dei vespri sul regno di Napoli, e con un sovrano anche nel regno crociato di Gerusalemme.